# Kai von Klitzing

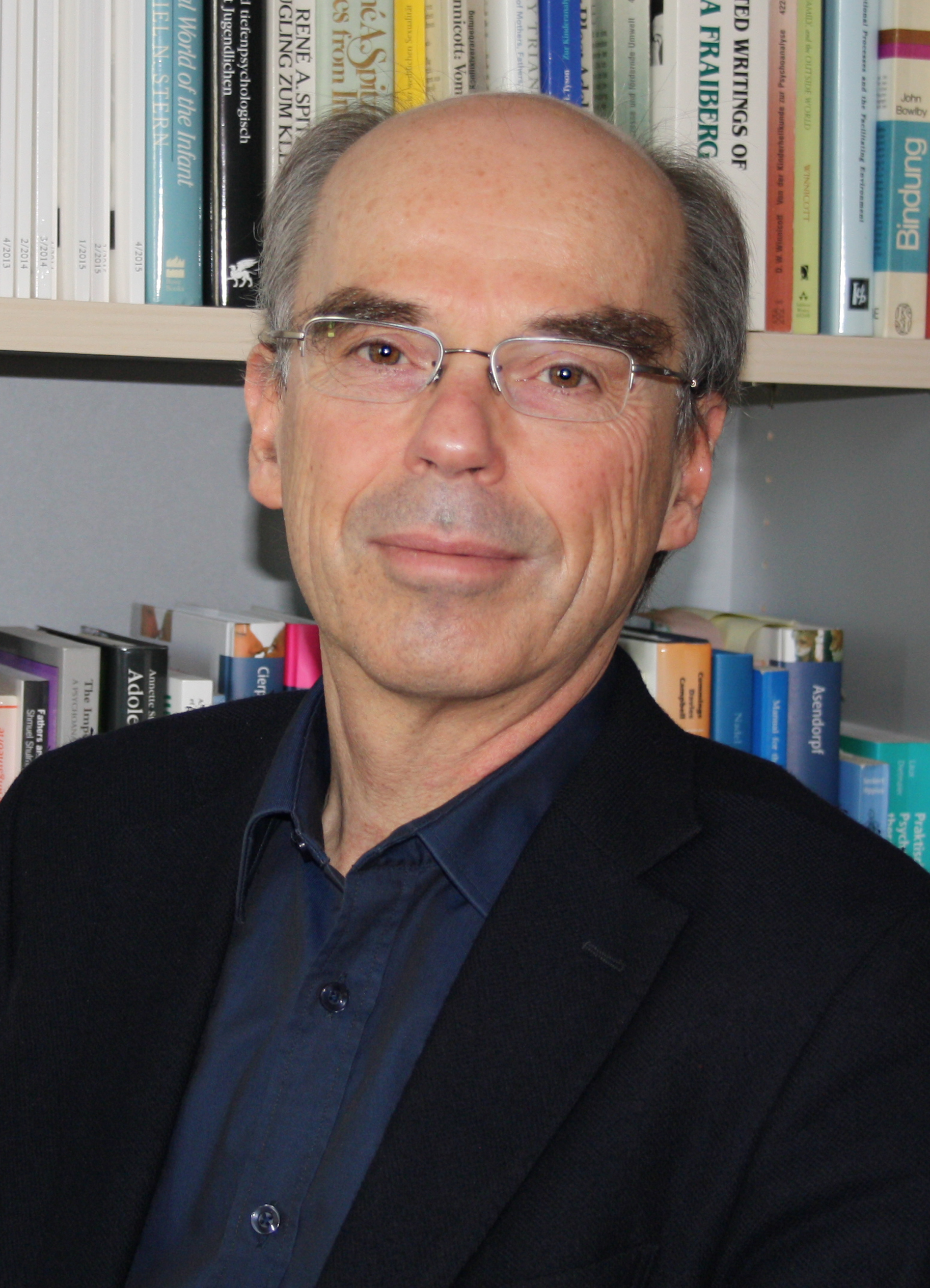
Kai von Klitzing (2016)

Kai von Klitzing (* 23. November 1954 in Aachen) ist ein deutscher Kinder- und Jugendpsychiater, Psychoanalytiker, er war bis 2021 Universitätsprofessor am Universitätsklinikum Leipzig. Er forscht auf den Gebieten seelische Gesundheit in der frühen Kindheit, Entwicklungspsychopathologie sowie Psychotherapie im Kindesalter.

## Leben
Kai von Klitzing ist der Sohn des Fabrikanten Diether von Klitzing (1907–1985) und der Fotografin Brigitte von Klitzing (1914–2017). Er studierte von 1974 bis 1980 Medizin an der Universität Freiburg, wo er 1981 promoviert wurde. Er arbeitete von 1982 bis 1986 als Assistenzarzt am Landeskrankenhaus Weißenau, Ravensburg (Psychiatrische Klinik der Universität Ulm) sowie am Krankenhaus Lörrach in den Fächern Psychiatrie, Kinder- und Jugendpsychiatrie. 1987 übernahm er erst eine Oberarzt- und später eine leitende Arztstelle an der kinder- und jugendpsychiatrischen Klinik in Basel bei Dieter Bürgin. An der Schweizerischen Gesellschaft für Psychoanalyse absolvierte er seine psychoanalytische Ausbildung für Kinder, Jugendliche und Erwachsene und habilitierte 1997 zum Thema „frühe Kindesentwicklung und Familienbeziehung“ an der Universität Basel.
Von 1997 bis 1998 verbrachte er einen Forschungsaufenthalt bei Robert N. Emde am University of Colorado Health Sciences Center in Denver. 2000 wurde er zum Extraordinarius an der Universität Basel ernannt. 2006 folgte er einem Ruf auf den Lehrstuhl für Kinder- und Jugendpsychiatrie und -psychotherapie an der Universität Leipzig und wurde Direktor der Klinik für Psychiatrie, Psychotherapie und Psychosomatik des Kindes- und Jugendalters an der Universitätsklinik Leipzig. Von 2012 bis 2018 war er dort medizinisch wissenschaftlicher Leiter des Departments für Frauen- und Kindermedizin. Im Jahr 2020 wurde er als Gastprofessor an die Sapienza-Universität Rom berufen.

## Wissenschaftlicher Beitrag
Zu Beginn seiner wissenschaftlichen Tätigkeit beschäftigte sich von Klitzing mit der psychischen Entwicklung von Säuglingen und Kleinkindern in Verbindung mit den familialen Beziehungen und der Vorstellungswelt der Eltern. Dabei legte er bei seinen Forschungsuntersuchungen zusammen mit Dieter Bürgin ein besonderes Gewicht auf die Vater-Kind-Beziehung und die frühe triadische Konstellation Vater–Mutter Kind.
In seiner Zeit in Colorado führte er zusammen mit Robert N. Emde und Kim Kelsay Studien zu Erzählungen von Kindergartenkindern und deren Zusammenhang mit psychischen Störungen durch. Nach seiner Rückkehr nach Basel widmete er sich zusammen mit Sonja Perren der Erforschung von psychischen Störungen im Kindergartenalter. Diese Linie führte er an der Leipziger Universitätsklinik fort, wo er sich mit der Stressregulation und diagnostischen Methoden bei Vorschulkindern mit Angst- und Depressionsstörungen beschäftigte. Zusammen mit Tanja Göttken entwickelte und evaluierte er eine neuartige psychoanalytische Kurzzeittherapie (PaKT) für Kinder mit Angst- und Depressionsymptomen.
Von Klitzing ist seit 2002 Mitherausgeber der Fachzeitschrift Kinderanalyse und seit 2016 Präsident der World Association for Infant Mental Health.

## Ehrungen und Auszeichnungen
2007 erhielt von Klitzing für seine Forschungsarbeiten zur Entwicklungspsychopathologie des frühen Kindesalters den August Homburger Preis der Universität Würzburg.